# Pic Kings
Le pic Kings, Kings Peak en anglais, est une montagne du comté de Duchesne, dans l'État de l'Utah, aux États-Unis. Elle est comprise dans la forêt nationale d'Ashley et la High Uintas Wilderness.
Avec 4 123 mètres d'altitude, c'est le point culminant de l'État. Il est nommé d'après le géologue et alpiniste Clarence King.